# Lanta, Haute-Garonne
Lanta este o comună în departamentul Haute-Garonne din sudul Franței. În 2009 avea o populație de 1.601 de locuitori.

## Evoluția populației
| An        | 1975 | 1982  | 1990  | 1999  | 2006  | 2009  |
| --------- | ---- | ----- | ----- | ----- | ----- | ----- |
| Populație | 908  | 1.026 | 1.144 | 1.175 | 1.416 | 1.601 |

## Monument

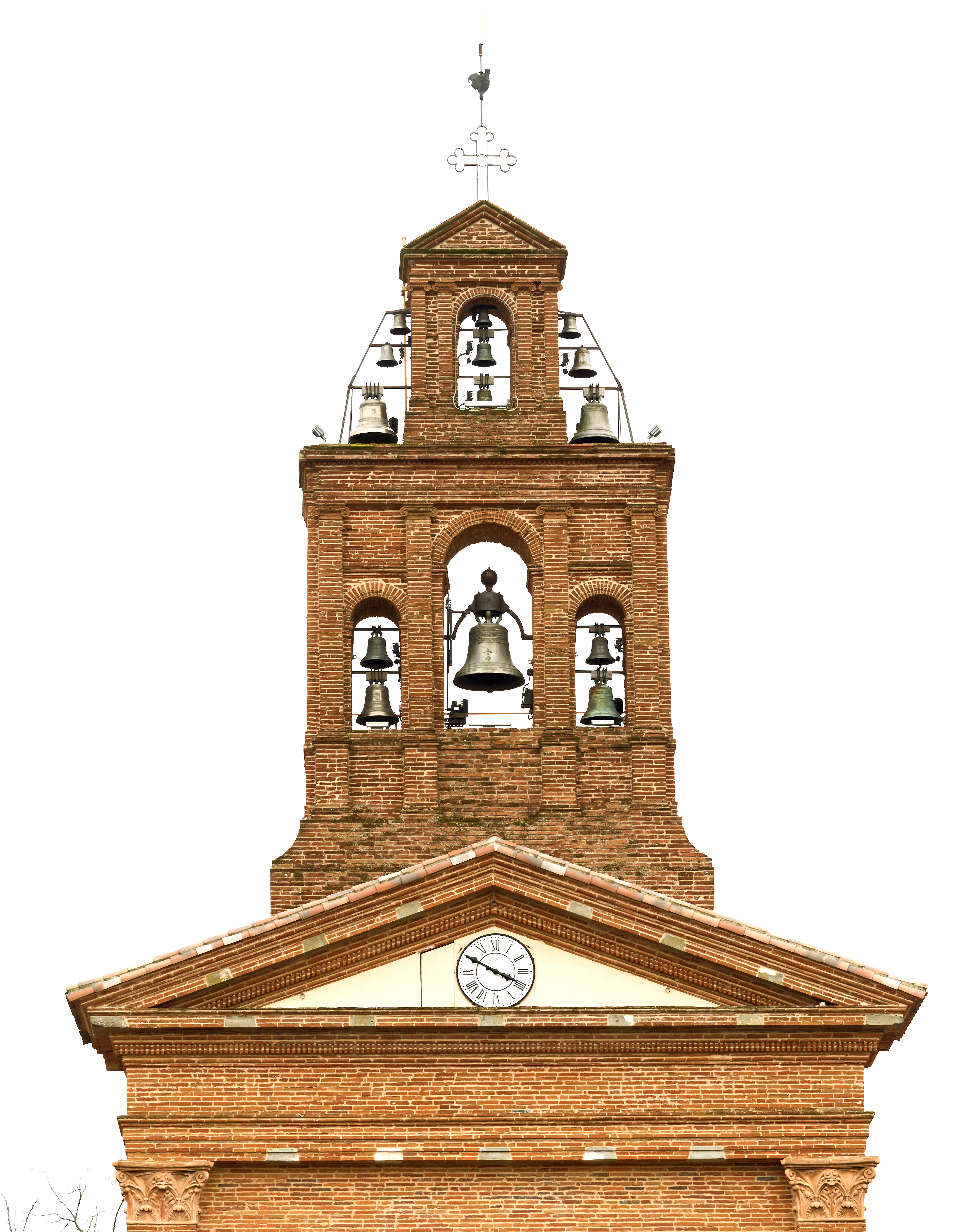
Turnul clopotnita.
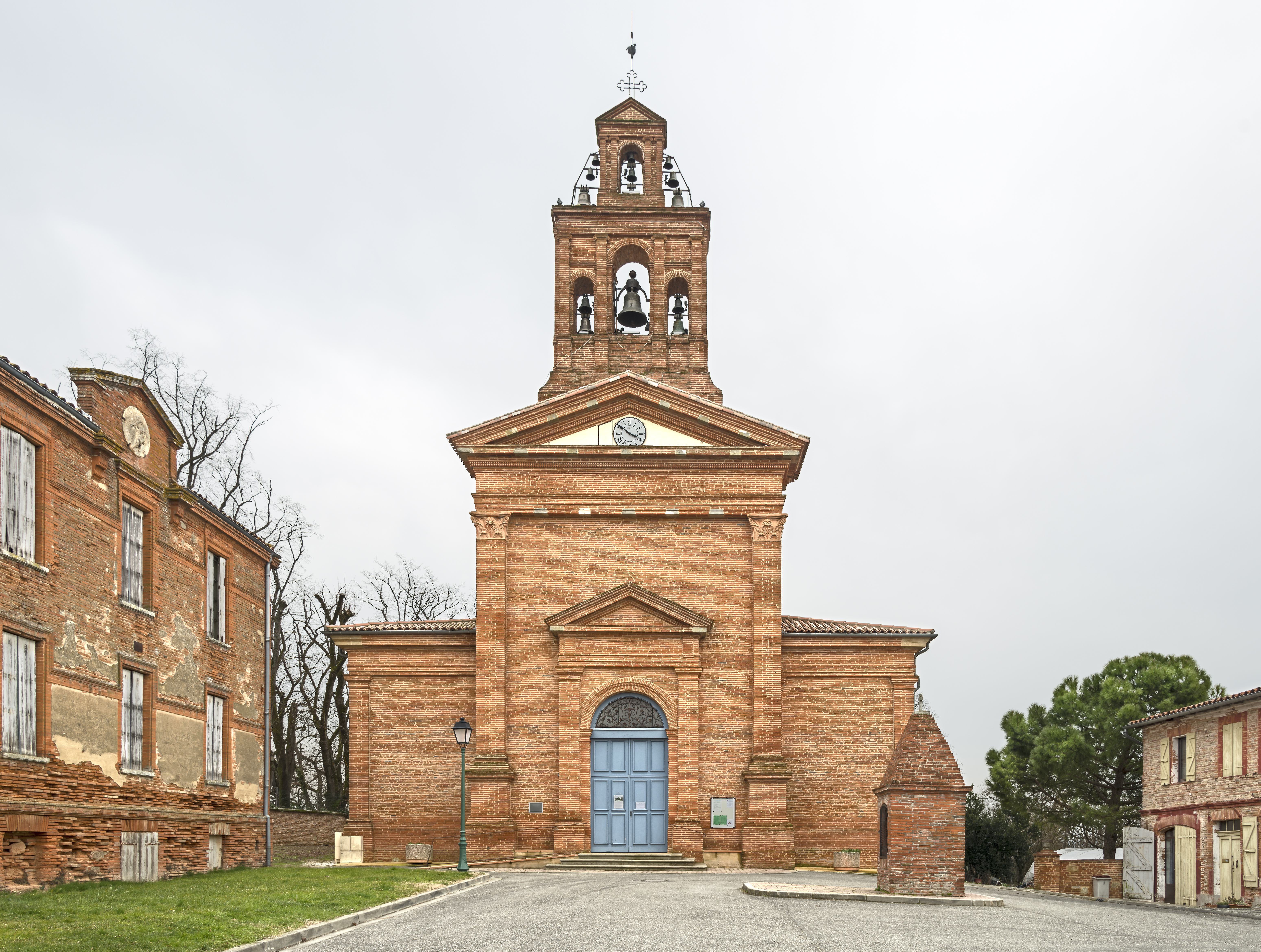
Biserica a Maicii Domnului de Lanta.
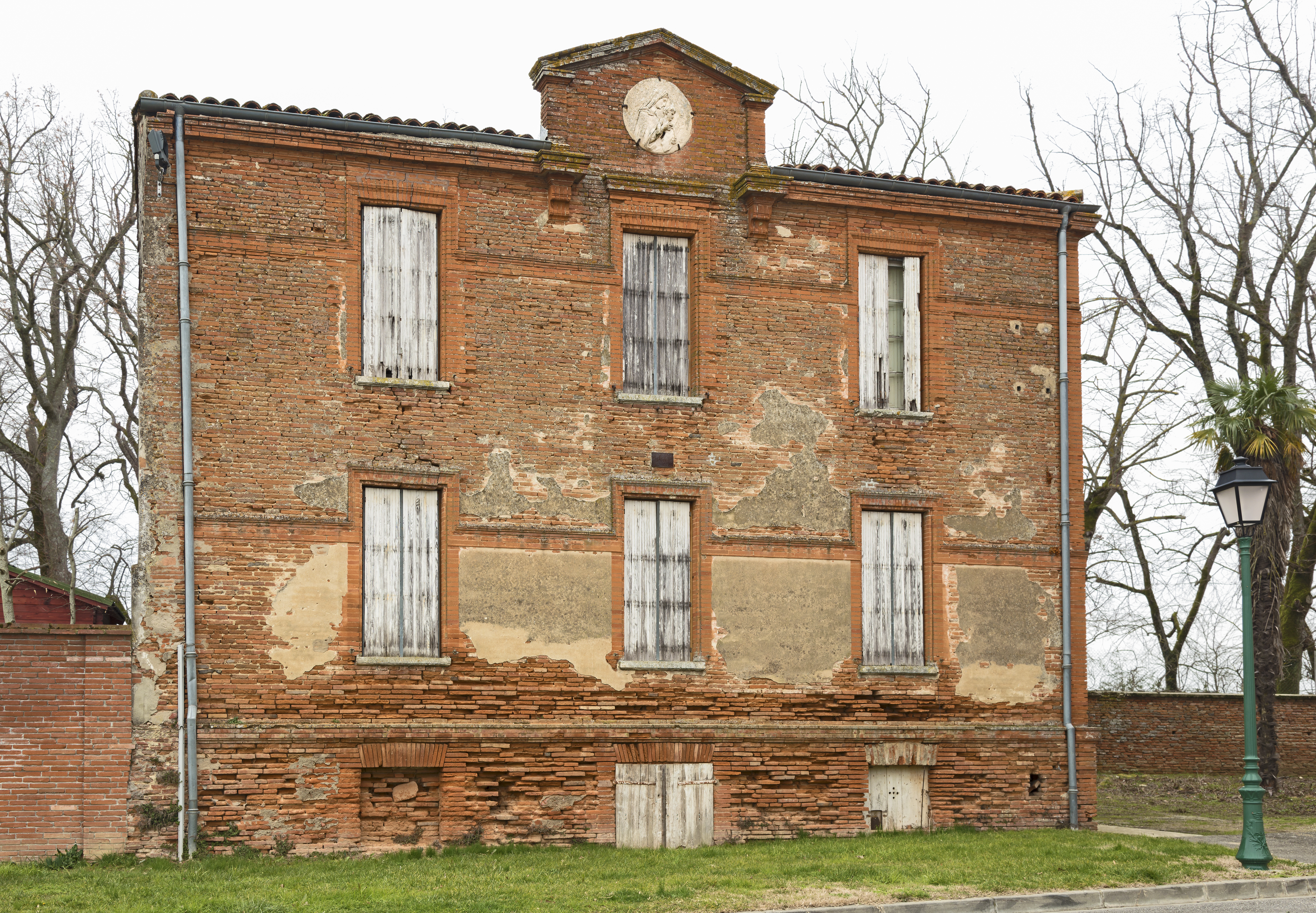
Fațada casa parohială vechi.
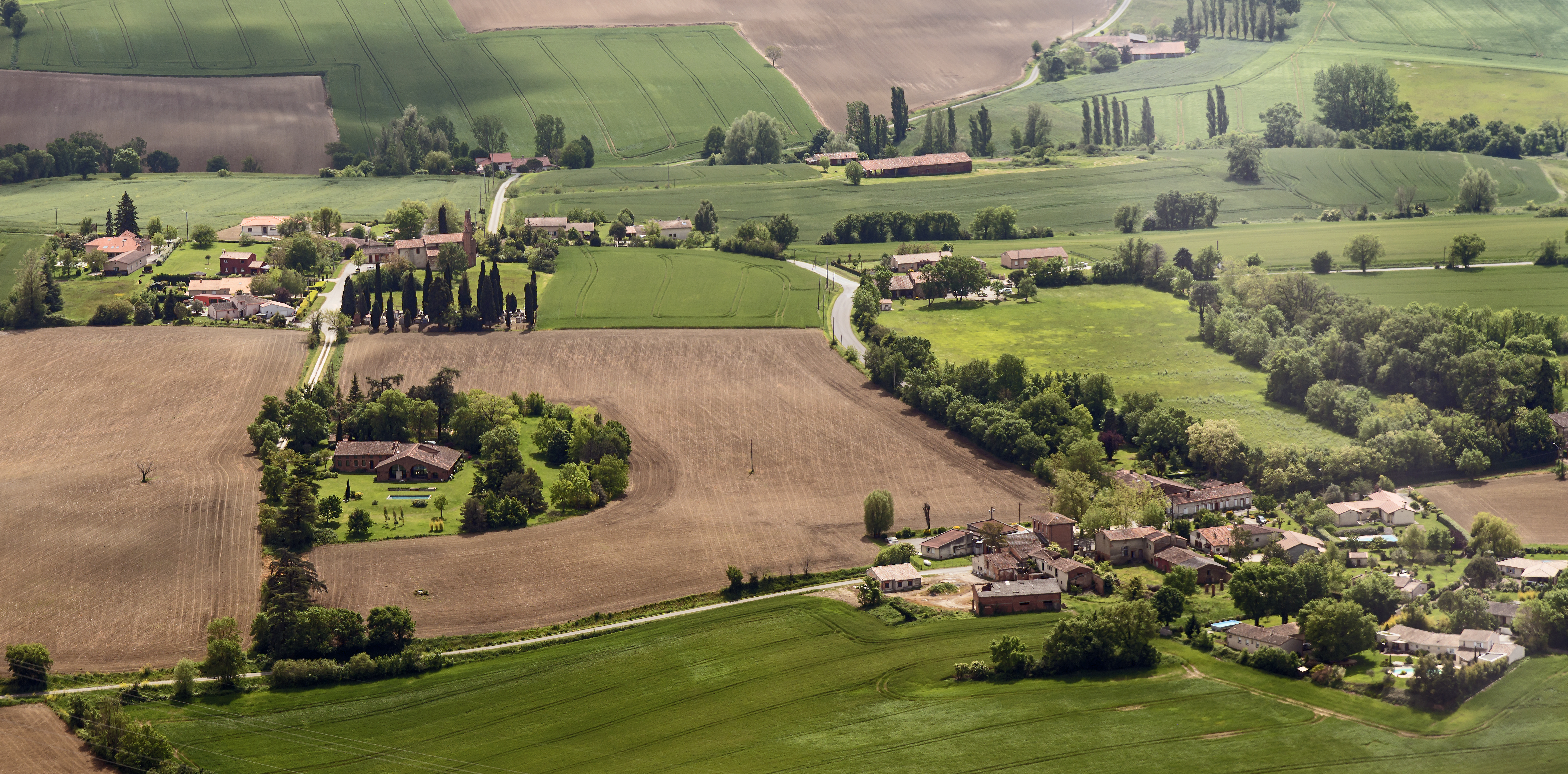
Saint Anatoly de Lanta
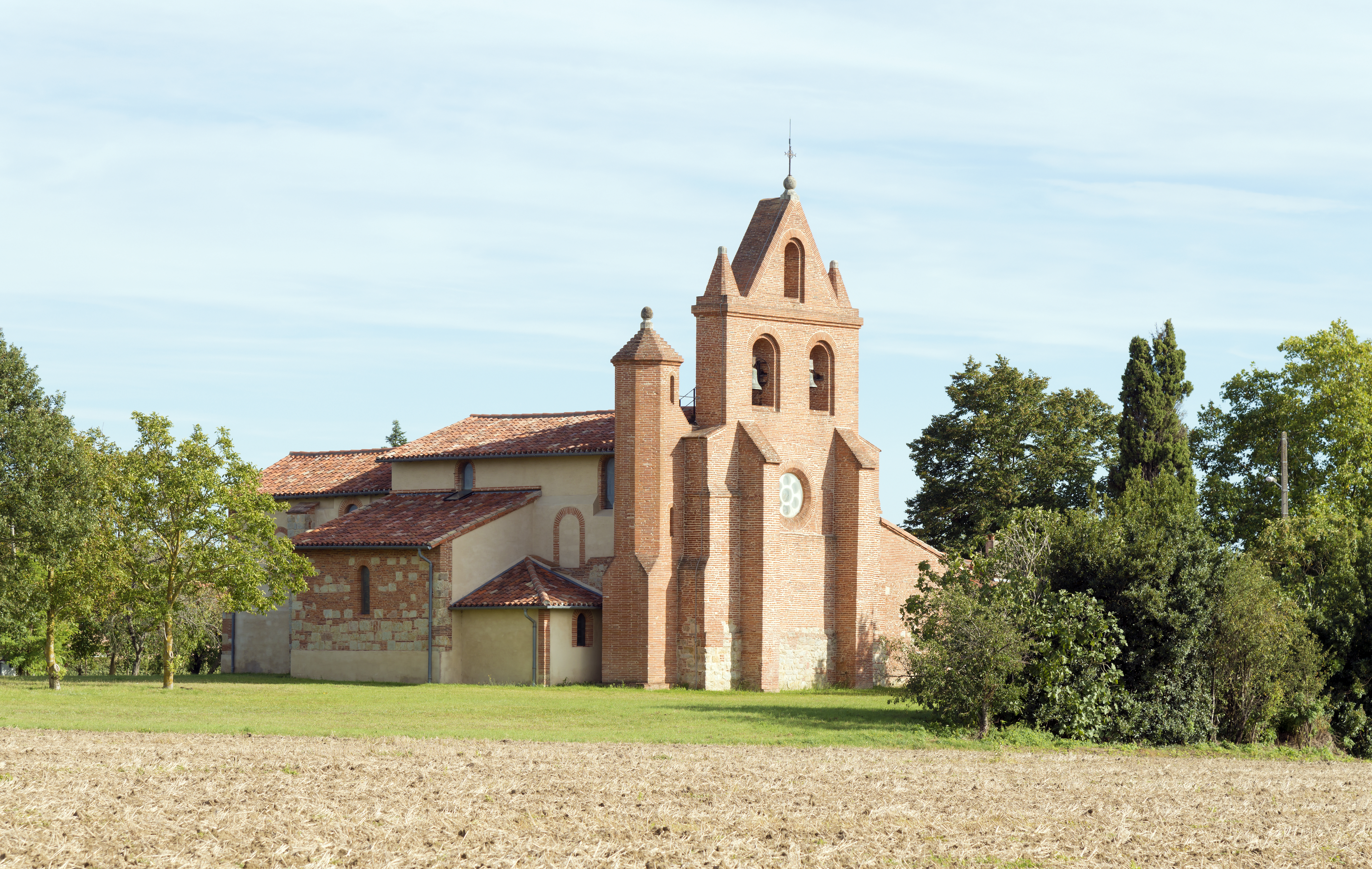
Lanta - Saint Anatoly
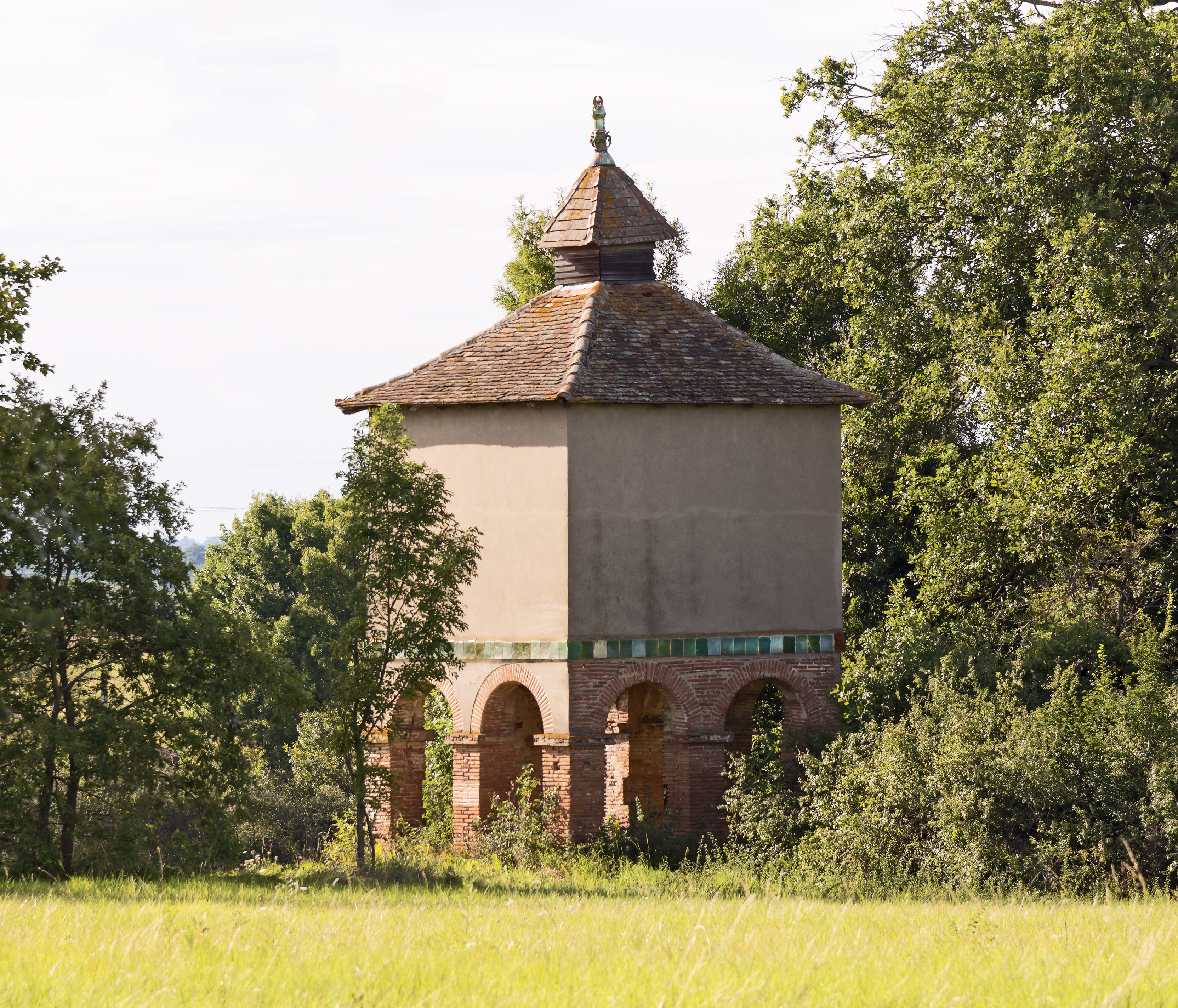